# Мамлютський район
Мамлю́тський район (каз. Мамлют ауданы, рос. Мамлютский район) — адміністративна одиниця у складі Північноказахстанської області Казахстану. Адміністративний центр — місто Мамлютка.

## Історія
Мамлютський район був утворений 1-2 лютого 1932 року з частини Петропавловського району і перейшов у пряме підпорядкування республіці. 27-28 лютого 1932 року до складу району увійшли Бишкульська, Кривоозерська та Новопавловська сільради Петропавловської міськради.
10 березня 1932 року район увійшов до складу новоствореної Карагандинської області. 29 липня 1936 року зі складу району був виділений Соколовський район (11 сільрад). Того ж дня обидва райони увійшли до складу новоствореної Північноказахстанської області.
30 липня 1957 року до складу Кладбинської сільради сусіднього Прісновського району передано села Калиновка, Леб'яжка, Сенжарка, Симаки, Ульяновка Сенжарської сільради. 14 вересня 1957 року до складу району включена частина ліквідованого Петропавловського району — Архангельська та Петерфельдська сільради. 30 травня 1958 року село Токаревка Дубровинської селищної ради передано до складу Новомихайловської сільради Приішимського району, а до складу Дубровинської селищної ради включено територію площею 38,82 км² Новомихайловської сільради Приішимського району.
2 січня 1963 року до складу району включено ліквідований Соколовський район, а також Боголюбовська, Кзил-Аскерська, Ново-Михайловська сільради ліквідованого Приішимського району. 31 грудня 1964 року відновлено Соколовський район, до його складу увійшли Архангельська, Березовська, Долматовська, Красноярська, Кустовська, Налобінська, Петерфельдська, Соколовська сільради Мамлютського району. 9 червня 1965 року до складу Мамлютської селищної ради передано селище Желєзнодорожні будки 106 км Петерфельдської сільради Соколовського району. 21 червня 1966 року до складу району увійшли Архангельська та Петерфельдська сільради Соколовського району.
2 січня 1967 року до складу новоствореного Бішкульського району передано Архангельську, Боголюбовську, Куйбишевську, Петерфельдську сільради. 6 січня 1967 року Миролюбовська та Троїцька сільради Прісновського району передано до складу Мамлютського району. 31 березня 1967 року до складу Мамлютської селищної ради передана Петерфельдська сільрада (населені пункти Желєзнодорожна будка №116, Желєзнодорожна будка №119, Кондратовка, Кондратовський лісопитомник, Смирновка) Бішкульського району.
29 травня 1968 року село Бойовик Троїцької сільради передано до складу Архангельської сільради Прісновського району. 9 червня 1969 року до складу Бішкульського району передано села Бексеїт, Бостандик та Ушкуль Ново-Михайловської сільради. 4 грудня 1970 року до складу новоутвореного Джамбульського району передано Ленінську та Троїцьку сільради. А вже 16 грудня 1970 року Ленінська сільрада була повернута назад; Кладбинська сільрада Мамлютського району передана до складу Прісновського району.
12 січня 1978 року до складу Приміської сільради передано село Гепкино Петерфельдської сільради Бішкульського району. 24 вересня 1979 року село Новоандрієвка Новомихайловської сільради передано до складу Леденьовської сільради Бішкульського району.
8 грудня 1993 року в країні була розпочата адміністративна реформа, при якій сільради перетворені в сільські округи, міські та селищні ради — у міські та селищні адміністрації відповідно. 12 січня 1994 року адміністративні зміни відбулись в Північноказахстанській області, в Мамлютському районі було утворено 12 сільських округів.

## Географія
Рослинний покров району неоднорідний: степовий, лучно-степовий, лісовий. Основний тип ґрунтів — чорноземи звичайні.

## Населення
Населення — 17843 особи (2021; 21369 у 2009, 29110 у 1999, 35158 у 1989).
Національний склад (станом на 2015 рік):
- росіяни — 11254 особи (57,75 %)
- казахи — 5102 особи (26,18 %)
- татари — 1287 осіб (6,604 %)
- німці — 703 особи (3,607 %)
- українці — 473 особи
- білоруси — 155 осіб
- литовці — 71 особа
- азербайджанці — 57 осіб
- поляки — 48 осіб
- чуваші — 39 осіб
- чеченці — 26 осіб
- вірмени — 23 особи
- башкири — 21 особа
- мордва — 13 осіб
- таджики — 9 осіб
- інгуші — 4 особи
- узбеки — 3 особи
- інші — 200 осіб

## Склад
До складу району входять міська адміністрація та 11 сільських округів:
| Поселення                         | Площа, км² | Населення, осіб (1989) | Населення, осіб (1999) | Населення, осіб (2009) | Населення, осіб (2021) | Центр          | Населені пункти |
| --------------------------------- | ---------- | ---------------------- | ---------------------- | ---------------------- | ---------------------- | -------------- | --------------- |
| Мамлютська міська адміністрація   | -          | 11539                  | 9108                   | 7478                   | 7116                   | Мамлютка       | 1               |
| Андрієвський сільський округ      | -          | 1761                   | 1757                   | 1121                   | 795                    | Андрієвка      | 3               |
| Бікенський сільський округ        | -          | 1942                   | 1286                   | 729                    | 381                    | Біке           | 3               |
| Білівський сільський округ        | -          | 2922                   | 2434                   | 1305                   | 950                    | Біле           | 4               |
| Воскресеновський сільський округ  | -          | 2363                   | 1911                   | 1426                   | 1274                   | Воскресеновка  | 3               |
| Дубровинський сільський округ     | -          | 2934                   | 2469                   | 1725                   | 1355                   | Дубровне       | 4               |
| Кизиласкерський сільський округ   | -          | 1805                   | 1248                   | 867                    | 599                    | Кизиласкер     | 3               |
| Краснознаменський сільський округ | -          | 2331                   | 1840                   | 1498                   | 1126                   | Краснознаменне | 3               |
| Леденьовський сільський округ     | -          | 1158                   | 1032                   | 792                    | 578                    | Леденьово      | 2               |
| Новомихайловський сільський округ | -          | 3351                   | 3202                   | 2443                   | 2050                   | Новомихайловка | 4               |
| Приміський сільський округ        | -          | 1433                   | 1255                   | 1046                   | 970                    | Покровка       | 1               |
| Становський сільський округ       | -          | 1619                   | 1569                   | 939                    | 649                    | Афонькино      | 2               |

## Найбільші населені пункти
Населені пункти з чисельністю населення понад 1000 осіб:
| № | Населений пункт | Населення, осіб (1989) | Населення, осіб (1999) | Населення, осіб (2009) | Населення, осіб (2021) |
| - | --------------- | ---------------------- | ---------------------- | ---------------------- | ---------------------- |
| 1 | Мамлютка        | 11539                  | 9108                   | 7478                   | 7116                   |